# Corneliu Papură
Corneliu Papurǎ est un footballeur international roumain né le 5 septembre 1973 à Craiova. Il évoluait au poste de défenseur central.

## Biographie
Il participe à la Coupe du monde 1994 avec l'équipe de Roumanie, disputant un match face à la Colombie et un autre contre l'Argentine.

## Carrière
- 1991-1996 :  Universitatea Craiova
- 1996-1999 :  Stade rennais
- 1999-2001 :  Universitatea Craiova
- 2001 :  National Bucarest
- 2001-2002 :  Betar Jérusalem
- 2002-2004 :  Universitatea Craiova
- 2004-2005 :  AEL Limassol
- 2005 :  Universitatea Craiova
- 2005 :  Changchun Yatai
- 2006 :  Guangzhou Evergrande
- 2006-2007 :  Progresul Bucarest

## Palmarès
- 12 sélections et 0 but avec l'équipe de Roumanie entre 1994 et 1996
- Vainqueur de la Coupe de Roumanie en 1993 avec l'Universitatea Craiova
- Vice-champion de Roumanie en 1994 et 1995 avec l'Universitatea Craiova
- Finaliste de la Coupe de Roumanie en 1994 et 2000 avec l'Universitatea Craiova